# NWA World Tag Team Championship
La NWA World Tag Team Championship es el título en parejas más importante dentro de la National Wrestling Alliance.

## Historia

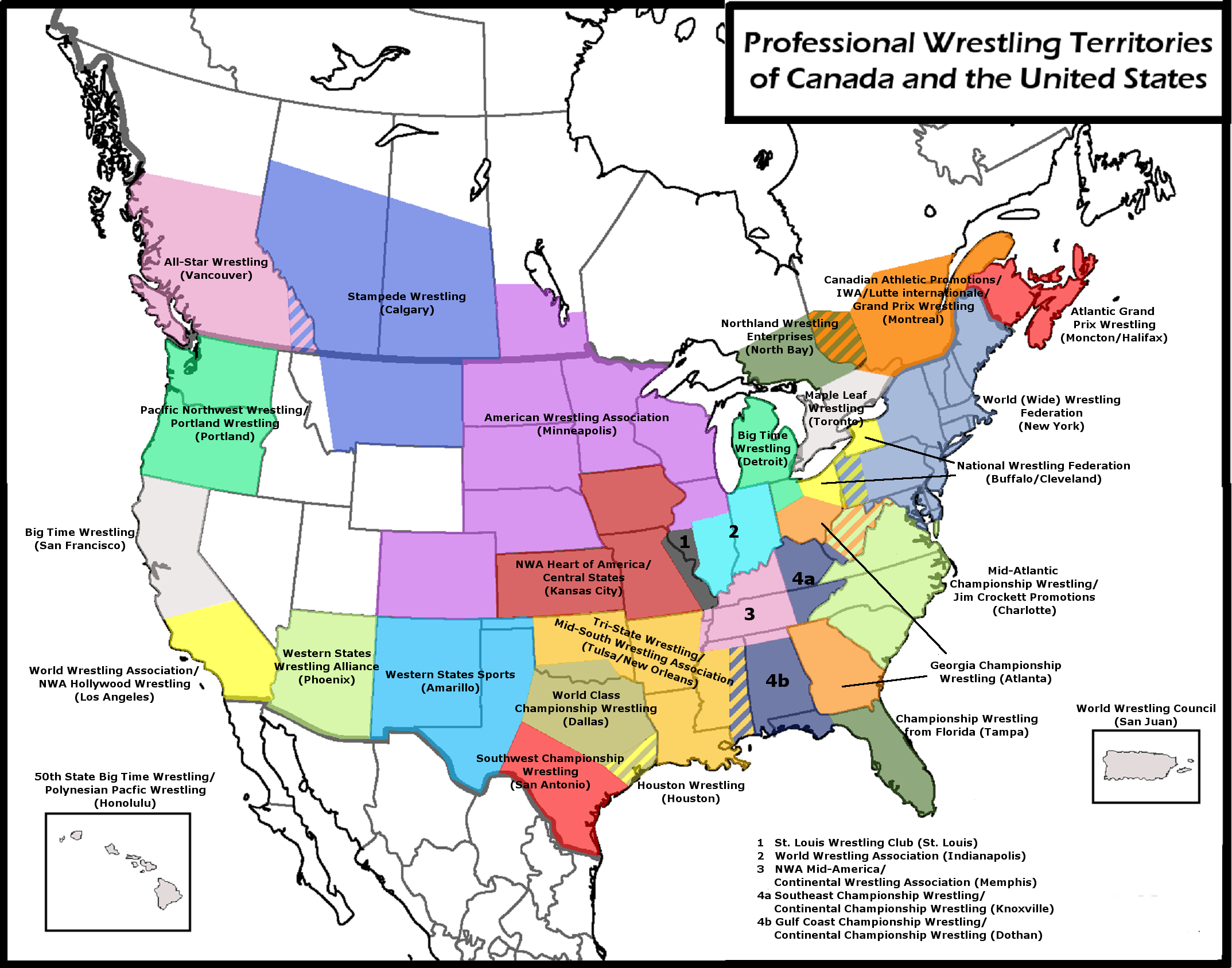
Los territorios originales de la NWA en América del Norte, la mayoría de los cuales promovieron un Campeonato Mundial en Parejas de la NWA en algún momento.

La National Wrestling Alliance no reconocería oficialmente ningún reinado del World Tag Team Championship hasta 1992, mientras que las distintas filiales NWA promovieron su propia "Tag Team Campeonato Mundial", muchos de los cuales no eran elegibles para ser título mundial estando en considreación que rara vez se defendería fuera de la región en las que fueron creadas. Las siguientes son las variaciones que existen en un momento u otro a través de su historia ha habido varias variantes del título:
- NWA World Tag Team Championship San Francisco (1950-1979)
- NWA World Tag Team Championship Chicago (1953-1960)
- NWA World Tag Team Championship Georgia (1954-1969)
- NWA World Tag Team Championship Minneapolis (1957-1960)
- NWA World Tag Team Championship Texas (1957-1982)
- NWA World Tag Team Championship Mid-America (1957-1977)
- NWA World Tag Team Championship Central States (1958-1963, 1973-1979)
- NWA World Tag Team Championship Los Ángeles (late 1950s, 1979-1982)
- NWA World Tag Team Championship Florida (1961-1969)
- NWA World Tag Team Championship Detroit (1964-1980)
- NWA World Tag Team Championship Vancouver (1966-1967)
- NWA World Tag Team Championship Mid-Atlantic (1975-1991)

### Inicios
Este campeonato fue fundado en el año 1992, con el objetivo complementar al Campeonato Mundial y viajar a luchar con los máximos retadores del lugar. Este campeonato ha pasado por la más importantes empresas, tales como World Wide Wrestling Federation, Eastern Championship Wrestling y World Championship Wrestling.

### Total Nonstop Action Wrestling
En 2002, Jeff y Jerry Jarrett formaron la NWA Total Nonstop Action (NWA TNA). Los Jarretts adquirieron la posesión de este y el Campeonato mundial. En la NWA TNA (que luego pasó a llamarse sólo TNA) se creó un torneo para coronar a los primeros campeones de esa alianza, los cuales resultaron ser A.J. Styles y Jerry Lynn. La NWA y la TNA mantuvieron su alianza hasta el año 2007, donde la TNA abandonó los títulos de la NWA, creando sus propios (el TNA World Tag Team Championship y el TNA World Heavyweight Championship).

### Después de la TNA
El 22 de mayo de 2007, la NWA anunció en su sitio oficial un torneo, llamado "Reclamando la Gloria", para llenar la vacante dejada por la TNA. Los primeros campeones fueron The Real American Heroes (Karl Anderson & Joey Ryan).

## Campeones

### Campeones actuales
Los actuales campeones son Knox & Murdoch (Mike Knox & Trevor Murdoch), quienes se encuentran en su primer reinado como campeones. Knox & Murdoch ganaron los títulos tras derrotar a los excampeones Blunt Force Trauma (Carnage & Damage) en la fecha 29 de junio de 2024 en NWA Back to the Territories.
Murdoch todavía no registra hasta el 14 de julio de 2025 las siguientes defensas televisadas:
1. vs. Aero Star & Drago (31 de marzo de 2022, AAA Invades WrestleCon)

### Lista de campeones
† indica cambios no reconocidos por la National Wrestling Alliance
|                                | Luchador                                                                         | N.º | Fecha                    | Días | Show o evento                              | Notas y referencias |
| ------------------------------ | -------------------------------------------------------------------------------- | --- | ------------------------ | ---- | ------------------------------------------ | --- |
| World Championship Wrestling   |                                                                                  |     |                          |      |                                            | |
| †                              | The Miracle Violence Connection (Terry Gordy (1) y Steve Williams (1))           | 1   | 12 de julio de 1992      | 71   | Great American Bash                        | Derrotaron a Dustin Rhodes & Barry Windham en la final de un torneo. Debido a que ya habían ganado el WCW World Tag Team Championship siete días antes al derrotar a los hermanos Steiner (Rick y Scott), ambos títulos son defendidos simultáneamente hasta que WCW se retirara de la NWA. |
| †                              | Dustin Rhodes (1) & Barry Windham (1)                                            | 1   | 21 de septiembre de 1992 | 58   | Saturday Night                             | |
| †                              | Ricky Steamboat (1) & Shane Douglas (1)                                          | 1   | 18 de noviembre de 1992  | 104  | Clash of the Champions XXI                 | |
| †                              | Hollywood Blonds (Steve Austin (1) & Brian Pillman (1))                          | 1   | 2 de marzo de 1993       | 169  | Power Hour                                 | |
| †                              | Arn Anderson (1) & Paul Roma (1)                                                 | 1   | 18 de agosto de 1993     | 14   | Clash of the Champions XXIV                | |
| –                              | Vacante                                                                          | N/A | 1 de septiembre de 1993  | N/A  | –                                          | El título fue anulado después de que la WCW se retira de la NWA. |
| National Wrestling Alliance    |                                                                                  |     |                          |      |                                            | |
| 1                              | The Rock 'n' Roll Express (Ricky Morton (1) & Robert Gibson (1))                 | 1   | 11 de abril de 1995      | 76   | Live event                                 | Derrotaron a Dick Murdoch & Randy Rhodes en la final de un torneo. |
| –                              | Vacante                                                                          | N/A | 26 de junio de 1995      | N/A  | USWA live event                            | Después de una pelea con PG-13 (JC Icey & Wolfie D). |
| 2                              | The Rock 'n' Roll Express (Ricky Morton (2) & Robert Gibson (2))                 | 2   | 3 de julio de 1995       | 32   | USWA live event                            | Derrotaron a PG-13 (JC Icey & Wolfie D) en una revancha. |
| –                              | Vacante                                                                          | N/A | 4 de agosto de 1995      | N/A  | –                                          | |
| 3                              | Tarzan Goto (1) & Mr. Gannosuke (1)                                              | 1   | 9 de diciembre de 1995   | 236  | IWA Japan Live event                       | Derrotaron a Cactus Jack & Tiger Jeet Singh en la final de un torneo. |
| –                              | Vacante                                                                          | N/A | Agosto de 1996           | N/A  | –                                          | Debido a que Goto y Singh se fueron de la IWA Japan. |
| 4                              | The Andersons (Pat Anderson (1) & C.W. Anderson (1))                             | 1   | 14 de septiembre de 1996 | 109  | Live event                                 | Derrotaron a The Fantastics (Bobby Fulton & Tommy Rogers). |
| –                              | Vacante                                                                          | N/A | 1997                     | N/A  | –                                          | Los títulos quedaron vacantes por el acuerdo con la World Wrestling Federation (WWF) para defender los títulos en esa promoción; Debido a que The Andersons (C.W. Anderson & Pat Anderson) no formaban parte de la WWF en ese momento.                                                      |
| 5                              | The Rock 'n' Roll Express (Ricky Morton (3) & Robert Gibson (3))                 | 3   | 21 de enero de 1998      | 36   |                                            | El título les fue entregado. |
| 6                              | The Headbangers (Thrasher (1) & Mosh (1))                                        | 1   | 17 de febrero de 1998    | 41   | Raw is War                                 | Emitido el 23 de febrero. |
| 7                              | The New Midnight Express ("Bombastic" Bob Holly (1) & "Bodacious" Bart Gunn (1)) | 1   | 30 de marzo de 1998      | 137  | Raw is War                                 | |
| 8                              | The Border Patrol (Agent Gunn (1) & Agent Maxx (1))                              | 1   | 14 de agosto de 1998     | 29   | Live event                                 | |
| 9                              | Barry Windham (1) & Tully Blanchard (1)                                          | 1   | 12 de septiembre de 1998 | 28   | Live event                                 | |
| 10                             | The Border Patrol (Agent Gunn (2) & Agent Maxx (2))                              | 2   | 10 de octubre de 1998    | 14   | Live event                                 | |
| 11                             | The Brotherhood (Eric Sbraccia (1) & Knuckles Nelson (1))                        | 1   | 24 de octubre de 1998    | 130  | 50th Anniversary Show                      | Derrotaron a The Border Patrol, Team Extreme (Kit Carson & Khris Germany) y Tully Blanchard & Tom Prichard. |
| –                              | Vacante                                                                          | N/A | 3 de marzo de 1999       | N/A  | –                                          | Se les quitó los títulos por negarse a defenderlos el 26 de febrero. |
| 12                             | The Brotherhood (Knuckles Nelson (2) & Rick Fuller (1))                          | 1   | 10 de junio de 1999      | 7    | Live event                                 | Derrotaron a Team Extreme. |
| 13                             | The Public Enemy (Johnny Grunge (1) & Rocco Rock (1))                            | 1   | 17 de junio de 1999      | 2    | Live event                                 | |
| 14                             | The Brotherhood (Knuckles Nelson (3) & Dukes Dalton (1))                         | 1   | 19 de junio de 1999      | 98   | Live event                                 | |
| 15                             | Team Extreme (Kit Carson (1) & Khris Germany (1))                                | 1   | 25 de septiembre de 1999 | 62   | 51th Anniversary Show                      | |
| 16                             | Murder, Inc. (Kevin Northcutt (1) & Jimmy James (1))                             | 1   | 26 de noviembre de 1999  | 21   | Live event                                 | |
| 17                             | Team Extreme (Kit Carson (2) & Khris Germany (2))                                | 2   | 17 de diciembre de 1999  | 78   | Live event                                 | |
| 18                             | xXx (Curtis Thompson (1) & Drake Dawson (1))                                     | 1   | 4 de marzo de 2000       | 34   | Live event                                 | |
| 19                             | The Main Event (Reno Riggins (1) & Steven Dunn (1))                              | 1   | 7 de abril de 2000       | 5    | Live event                                 | |
| 20                             | The Rock 'n' Roll Express (Ricky Morton (4) & Robert Gibson (4))                 | 42  | 12 de abril de 2000      | 5    | Live event                                 | Jackie Fulton sustituyó a Riggins. |
| 21                             | L.A. Stephens (1) & Big Bubba Pain (1)                                           | 1   | 17 de abril de 2000      | 2    | Live event                                 | |
| 22                             | xXx (Curtis Thompson (2) & Drake Dawson (2))                                     | 2   | 19 de abril de 2000      | 118  | Live event                                 | |
| 23                             | Bad Attitude (David Young (1) & Rick Michaels (1))                               | 1   | 15 de agosto de 2000     | 172  | Live event                                 | Jeff Justice sustituyó a Dawson. |
| 24                             | The Bad Street Boys (Joey Matthews (1) & Christian York (1))                     | 1   | 3 de febrero de 2001     | 14   | Live event                                 | |
| 25                             | Bad Attitude (David Young (2) & Rick Michaels (2))                               | 2   | 17 de febrero de 2001    | 33   | Live event                                 | |
| 26                             | David Flair (1) & Dan Factor (1)                                                 | 1   | 22 de marzo de 2001      | 1    | Live event                                 | |
| 27                             | Bad Attitude (David Young (3) & Rick Michaels (3))                               | 3   | 23 de marzo de 2001      | 32   | Live event                                 | |
| 28                             | The New Heavenly Bodies (Chris Nelson (1) & Vito DeNucci (1))                    | 1   | 24 de abril de 2001      | 248  | Live event                                 | |
| 29                             | Glacier (1) & Jason Sugarman (1)                                                 | 1   | 28 de diciembre de 2001  | 1    | Live event                                 | |
| 30                             | The New Heavenly Bodies (Chris Nelson (2) & Vito DeNucci (2))                    | 2   | 29 de diciembre de 2001  | 28   | Live event                                 | |
| 31                             | Disturbing Behavior (Tim Renesto (1) & Jeff Daniels (1))                         | 1   | 26 de enero de 2002      | 81   | Live event                                 | |
| 32                             | The New Heavenly Bodies (Chris Nelson (3) & Vito DeNucci (3))                    | 3   | 17 de abril de 2002      | 52   | Live event                                 | |
| 33                             | The Shane Twins (Mike (1) & Todd (1))                                            | 1   | 8 de junio de 2002       | 20   | Evento en vivo                             | The Shane Twins dejaron vacantes los títulos a petición de Total Nonstop Action Wrestling (TNA), que obtuvo el control total sobre los títulos. |
| –                              | Vacante                                                                          | N/A | 8 de junio de 2002       | N/A  | Evento en vivo                             | |
| Total Nonstop Action Wrestling |                                                                                  |     |                          |      |                                            | |
| 34                             | A.J. Styles (1) & Jerry Lynn (1)                                                 | 1   | 3 de julio de 2002       | 42   | PPV Semanal #3                             | Derrotaron a Rainbow Express (Bruce & Lenny Lanex) en la final de un torneo. |
| –                              | Vacante                                                                          | N/A | 14 de agosto de 2002     | N/A  | PPV Semanal #9                             | Título despojado por Vince Russo después de un doble conteo contra Jeff Jarrett & Ron Killings. |
| 35                             | America's Most Wanted (Chris Harris (1) & James Storm (1))                       | 1   | 18 de septiembre de 2002 | 56   | PPV Semanal #13                            | Ganaron el Gauntlet for the Gold, eliminando de últimos a Ron Harris & Brian Lee para ganar los títulos vacantes. |
| 36                             | The Disciples of The New Church (Brian Lee (1) & Slash (1))                      | 1   | 13 de noviembre de 2002  | 56   | PPV Semanal #21                            | |
| 37                             | America's Most Wanted (Chris Harris (2) & James Storm (2))                       | 2   | 8 de enero de 2003       | 14   | PPV Semanal #27                            | |
| 38                             | Triple X (Christopher Daniels (1), Low Ki (1) & Elix Skipper (1))                | 1   | 22 de enero de 2003      | 14   | PPV Semanal #29                            | America's Most Wanted |
| –                              | Vacante                                                                          | N/A | 5 de febrero de 2003     | N/A  | PPV Semanal #31                            | Debido a que se realizó un doble conteo en contra de The Disciples of The New Church. |
| 39                             | Triple X (Christopher Daniels (2) & Low Ki (2))                                  | 2   | 12 de marzo de 2003      | 35   | PPV Semanal #36                            | Derrotaron a America's Most Wanted (Chris Harris & James Storm) en la Final de un Torneo para ganar los títulos vacantes. |
| 40                             | Jerry Lynn (2) & The Amazing Red (1)                                             | 1   | 16 de abril de 2003      | 21   | PPV Semanal #41                            | |
| 41                             | Triple X (Christopher Daniels (3) & Low Ki (3))                                  | 3   | 17 de mayo de 2003       | 49   | PPV Semanal #44                            | Daniels derrotó a Lynn & Red en un 2-On-1 Handicap Match por descalificación. |
| 42                             | America's Most Wanted (Chris Harris (3) & James Storm (3))                       | 3   | 25 de junio de 2003      | 63   | PPV Semanal #51                            | Fue en un Steel Cage Match. |
| 43                             | Simon Diamond (1) & Johnny Swinger (1)                                           | 1   | 27 de agosto de 2003     | 91   | PPV Semanal #60                            | America's Most Wanted |
| 44                             | 3Live Kru (B.G. James (1), Ron Killings (1) & Konnan (1))                        | 1   | 26 de noviembre de 2003  | 63   | PPV Semanal #72                            | Diamond & Swinger |
| 45                             | The Red Shirt Security (Kevin Northcutt (2) & Joe Legend (1))                    | 1   | 28 de enero de 2004      | 7    | PPV Semanal #79                            | 3Live Kru |
| 46                             | A.J. Styles (2) & Abyss (1)                                                      | 2   | 4 de febrero de 2004     | 28   | PPV Semanal #80                            | The Red Shirt Security |
| –                              | Vacante                                                                          | N/A | 3 de marzo de 2004       | N/A  | PPV Semanal #84                            | Vince Russo los despojó del título al no defenderlos. |
| 47                             | Kid Kash (1) & Dallas (1)                                                        | 1   | 31 de marzo de 2004      | 14   | PPV Semanal #89                            | Derrotaron a Triple X (Christopher Daniels & Low Ki) en la Final de un Torneo. |
| 48                             | D'Lo Brown (1) & El Gran Apolo (1)                                               | 1   | 14 de abril de 2004      | 7    | PPV Semanal #90                            | Kid Kash & Dallas |
| 49                             | Kid Kash (2) & Dallas (2)                                                        | 2   | 21 de abril de 2004      | 43   | PPV Semanal #91                            | D'Lo Brown & El Gran Apolo |
| 50                             | America's Most Wanted (Chris Harris (4) & James Storm (4))                       | 4   | 4 de junio de 2004       | 34   | Impact!                                    | Kid Kash & Dallas |
| 51                             | The Naturals (Chase Stevens (1) & Andy Douglas (1))                              | 1   | 7 de julio de 2004       | 63   | PPV Semanal #102                           | America's Most Wanted |
| 52                             | Chris Harris (5) & Elix Skipper (4)                                              | 1   | 8 de septiembre de 2004  | 13   | PPV Semanal #112                           | The Naturals |
| 53                             | Christopher Daniels (4) & James Storm (5)                                        | 1   | 21 de septiembre de 2004 | 21   | Impact!                                    | |
| 54                             | Team Canada (Bobby Roode (1) & Eric Young (1))                                   | 1   | 12 de octubre de 2004    | 26   | Impact!                                    | |
| 55                             | 3Live Kru (B.G. James (2), Ron Killings (2) & Konnan (2))                        | 2   | 7 de noviembre de 2004   | 28   | Victory Road                               | |
| 56                             | Team Canada (Bobby Roode (2) & Eric Young (2))                                   | 2   | 5 de diciembre de 2004   | 42   | Turning Point                              | 3Live Kru |
| 57                             | America's Most Wanted (Chris Harris (6) & James Storm (6))                       | 5   | 16 de enero de 2005      | 100  | Final Resolution                           | Team Canada |
| 58                             | The Naturals (Chase Stevens (2) & Andy Douglas (2))                              | 2   | 26 de abril de 2005      | 162  | Impact!                                    | America's Most Wanted |
| –                              | Vacante                                                                          | N/A | 5 de octubre de 2005     | N/A  | Live event                                 | Los títulos quedaron vacantes después de una pelea contra Eric Young & Cassidy Riley |
| 59                             | The Naturals (Chase Stevens (3) & Andy Douglas (3))                              | 3   | 8 de octubre de 2005     | 3    | 57th Anniversary Show                      | Derrotaron a Eric Young & Cassidy Riley en una Nashville Street Fight. |
| 60                             | America's Most Wanted (Chris Harris (7) & James Storm (7))                       | 6   | 11 de octubre de 2005    | 250  | Impact!                                    | Emitido el 22 de octubre. |
| 61                             | A.J. Styles (3) & Christopher Daniels (5)                                        | 1   | 18 de junio de 2006      | 64   | Slammiversary                              | |
| 62                             | The Latin American Xchange (Homicide (1) & Hernández (1))                        | 1   | 14 de agosto de 2006     | 41   | Impact!                                    | Fue en un Border Brawl match. Emitido el 24 de agosto |
| 63                             | A.J. Styles (4) & Christopher Daniels (6)                                        | 2   | 24 de septiembre de 2006 | 28   | No Surrender                               | Fue en un Ultimate X Match. |
| 64                             | The Latin American Xchange (Homicide (2) & Hernández (2))                        | 2   | 22 de octubre de 2006    | 175  | Bound for Glory                            | Fue en un Six Sides of Steel match. |
| 65                             | Team 3D (Brother Ray (1) & Brother Devon (1))                                    | 1   | 15 de abril de 2007      | 28   | Lockdown                                   | The Latin American Xchange |
| National Wrestling Alliance    |                                                                                  |     |                          |      |                                            | |
| 66                             | The Real American Heroes (Karl Anderson (1) & Joey Ryan (1))                     | 1   | 8 de julio de 2007       | 217  | Evento en vivo                             | Derrotaron a Billy Kidman & Sean Waltman y a Incógnito & Sicodelico, Jr.. |
| 67                             | Los Luchas (Phoenix Star (1) & Zokre (1))                                        | 1   | 10 de febrero de 2008    | 237  | Evento en vivo                             | |
| 68                             | The Skullkrushers (Rasche Brown (1) & Keith Walker (1))                          | 1   | 10 de octubre de 2008    | 777  | Evento en vivo                             | |
| 69                             | The Dark City Fight Club (Jon Davis (1) & Kory Chavis (1))                       | 1   | 20 de noviembre de 2010  | 162  | Evento en vivo                             | |
| 70                             | The Usual Suspects (A.J. Steele (1) & Murder One (1))                            | 1   | 1 de mayo de 2011        | 14   | NWA RPW Memorial Mayhem                    | |
| 71                             | The Dark City Fight Club (Jon Davis (2) & Kory Chavis (2))                       | 2   | 15 de mayo de 2011       | 580  | Evento en vivo                             | |
| 72                             | The Kingz Of The Underground (Scot Summers (1) Ryan Genesis (1))                 | 1   | 15 de diciembre de 2012  | 126  | NWA BOW December to Remember               | Derrotaron a Kory Chavis & Lance Hoyt, quien sustituía a Davis debido a la disolución del equipo. |
| 73                             | Killer Elite Squad (Lance Archer (3) & Davey Boy Smith, Jr. (1))                 | 1   | 20 de abril de 2013      | 203  | NWA Houston Parade of Champions            | La lucha también fue por el Campeonato en Parejas de la IWGP. Archer ganó el título como Dallas en TNA. |
| 74                             | The Iron Godz (Jax Dane (1) & Rob Conway (1))                                    | 1   | 9 de noviembre de 2013   | 148  | NJPW Power Struggle                        | Derrotaron a Killer Elite Squad y TenKoji (Hiroyoshi Tenzan & Satoshi Kojima). La lucha también fue por el Campeonato en Parejas de la IWGP de TenKoji, que ganó KES. |
| 75                             | Tencozy (Hiroyoshi Tenzan (1) & Satoshi Kojima (1))                              | 1   | 6 de abril de 2014       | 190  | NJPW Invasion Attack                       | [ 3 ] |
| 76                             | Killer Elite Squad (Lance Archer (4) & Davey Boy Smith, Jr. (2))                 | 2   | 13 de octubre de 2014    | 362  | NJPW King of Pro-Wrestling                 | [ 4 ] |
| 77                             | The Heatseekers (Sigmon (1) & Elliott Russell (1))                               | 1   | 10 de octubre de 2015    | 55   | NWA Mid-South Presents Glory Lasts Forever | Derrotaron a Killer Elite Squad (Lance Archer & Davey Boy Smith, Jr.) y a The Illuminati (Chase Owens & Chris Richards). |
| 78                             | The Iron Empire (Matt Riviera (1) & Rob Conway (2))                              | 1   | 4 de diciembre de 2015   | 280  | NWA Mid-South                              | [ 6 ] |
| 79                             | The Heatseekers (Sigmon (2) & Elliott Russell (2))                               | 2   | 9 de septiembre de 2016  | 1    | NWA Mid-South                              | |
| 80                             | The Iron Empire (Matt Riviera (2) & Rob Conway (3))                              | 2   | 10 de septiembre de 2016 | 90   | NWA Mid-South                              | |
| 81                             | The Heatseekers (Sigmon (3) & Elliott Russell (3))                               | 3   | 9 de septiembre de 2016  | 28   | NWA Mid-South                              | |
| 82                             | The Iron Empire (Matt Riviera (3) & Rob Conway (4))                              | 3   | 6 de enero de 2017       | 48   | NWA Mid-South                              | |
| 83                             | Kazushi Miyamoto (1) & Rob Terry (1)                                             | 1   | 23 de febrero de 2017    | 114  | Diamond Stars Wrestling                    | |
| 84                             | The Heatseekers (Sigmon (4) & Elliott Russell (4))                               | 4   | 17 de junio de 2017      | 105  | NWA Mid-South                              | |
| –                              | Vacante                                                                          | N/A | 30 de septiembre de 2017 | N/A  | –                                          | Se desocupó cuando NWA rescindió los contratos con sus licencias. |
| 85                             | Villain Enterprises (Brody King (1) & PCO (1))                                   | 1   | 27 de abril de 2019      | 133  | NWA Crockett Cup                           | Derrotaron a Royce Isaacs & Thomas Latimer en la final de la Crockett Cup. |
| 86                             | The Wild Cards (Royce Isaacs (1) & Thomas Latimer (1))                           | 1   | 7 de septiembre de 2019  | 24   | Global Wars Espectacular                   | |
| 87                             | The Rock 'n' Roll Express (Ricky Morton (5) & Robert Gibson (5))                 | 5   | 1 de octubre de 2019     | 115  | Power                                      | |
| 88                             | Eli Drake (1) & James Storm (8)                                                  | 1   | 24 de enero de 2020      | 291  | Hard Times                                 | |
| 89                             | Aron Stevens (1) & JR Kratos (1)                                                 | 1   | 10 de noviembre de 2020  | 292  | Primetime Live                             | |
| 90                             | La Rebelión (Bestia 666 (1) & Mecha Wolf (1))                                    | 1   | 29 de agosto de 2021     | 254  | NWA 73rd Anniversary Show                  | |
| 91                             | The Commonwealth Connection (Doug Williams (1) & Harry Smith (3))                | 1   | 11 de junio de 2022      | 77   | Alwayz Ready                               | |
| –                              | Vacante                                                                          | –   | 27 de agosto de 2022     | –    | NWA 74th Anniversary Show                  | Williams dejó los títulos vacantes debido a que Smith no tenía el alta médica para competir. |
| 92                             | La Rebelión (Bestia 666 (2) & Mecha Wolf (2))                                    | 2   | 27 de agosto de 2021     | 365  | NWA 74th Anniversary Show - Noche 1        | Derrotaron a Hawx Aerie (Luke & PJ) para ganar los títulos vacantes. |
| 93                             | Blunt Force Trauma (Carnage (1) & Damage (1))                                    | 1   | 26 de agosto de 2023     | 280  | NWA 75th Anniversary Show - Noche 1        | |
| 94                             | Mike Knox (1) & Trevor Murdoch (1)                                               | 1   | 1 de junio de 2024       | 408+ | NWA Back To The Territories                | Emitido en el episodio de Powerrr: Back To The Territories del 3 de septiembre. |

## Mayor cantidad de reinados
- En parejas
  - 6 veces America's Most Wanted
  - 5 veces The Rock 'n' Roll Express
  - 3 veces Bad Attitude, The New Heavenly Bodies, Triple X y The Naturals, The Heatseekers
  - 2 veces Border Patrol, Team Extreme, xXx, 3LiveKru, Kid Kash & Dallas, AJ Styles & Christopher Daniels, Team Canada, Dark City Fight Club, Latin American Xchange, Killer Elite Squad y La Rebelión.
- Individualmente
  - 8 veces: James Storm
  - 7 veces: Chris Harris.
  - 6 veces Christopher Daniels.
  - 5 veces Ricky Morton, Robert Gibson
  - 4 veces Elix Skipper, AJ Styles, Dallas/Lance Archer, Rob Conway
  - 3 veces Knuckles Nelson, David Young, Rick Michaels, Chase Stevens, Andy Douglas, Konnan, BG James, Ron Killings, Low Ki Matt Riviera, Sigmon, Elliott Russell, Davey Boy Smith, Jr..
  - 2 veces Agent Gunn, Agent Maxx, Kit Carson, Khris Germany, Curtis Thompson, Drake Dawson, Jerry Lynn, Kid Kash, Hernández, Homicide, Jon Davis and Kory Chavis, Bestia 666, Mecha Wolf.

## Datos interesantes
- Mayor cantidad de reinados: America's Most Wanted (Chris Harris & James Storm) (6 veces)
- Reinado más largo: America's Most Wanted (Chris Harris & James Storm) (250 días)
- Reinado más corto: David Flair & Dan Factor y Glacier & Jason Sugarman(un día)